# Hermeneutiek
Hermeneutiek (Oudgrieks: ἑρμηνεύειν; 'uitleggen', 'vertalen') is de studie van de interpretatie van (geschreven) teksten, in het bijzonder van teksten op het gebied van literatuur, religie en recht. Het is een begrip dat in de filosofie verschillende invullingen heeft gekregen. De term hermeneutiek is waarschijnlijk voor het eerst gebruikt door de Griekse dichter Homerus (circa 800 v.Chr.) en betekent de uitleg en vertaling van berichten die door de goden der Griekse mythologie aan mensen werden gegeven. Homerus beroept zich daarbij op de god Hermes.

## Historie
In de oudheid was hermeneutiek voor de sofisten de kunst om op een juiste wijze redevoeringen te houden. De Platoonse hermeneutiek was de methode waarmee Socrates probeerde grip te krijgen op het transcendente ‘zijnde’, de vormen der ideeënwereld, door middel van ‘lagere’ zaken zoals het dagelijks leven en specifieke redeneringen. Het neoplatonisme met zijn getallenmystiek verstond hermeneutiek als de kunst de werkelijkheid op juiste wijze in getallen uit te drukken.
Met Maarten Luther (1483-1546) kwam een wending van het louter vertalen naar een algemene theorie van de ervaring van het menselijke denken. Het eerste aspect van deze theorie is dat een tekst niet te 'verstaan' is zonder de auteur, deze moest als medemens worden begrepen. Het tweede gezichtspunt behelst de beperktheid van de menselijke rede.
In de moderne filosofie moet beroep worden gedaan op Wilhelm Dilthey (1833-1911) die de hermeneutiek helemaal van karakter deed veranderen. Zij is niet meer een kunst van het lezen van een tekst in de samenhang van ontstaan in correlatie tot de auteur, maar de leer van het leven zelf. Het 'Verstehen' is het bepalend element van de zijnswijze van het menselijk bestaan als oorspronkelijk begrijpen dat ieder mens is meegegeven als bestemdheid alles een zin te moeten geven.

## De romantische hermeneutiek van Schleiermacher
Friedrich Schleiermacher (1768-1834) schreef een Allgemeine Hermeneutik die veel invloed kreeg. Hij wil meer algemene regels vaststellen voor iedere interpretatie van teksten. Voor de oudere hermeneutici was de mogelijkheid van het verstaan zo vanzelfsprekend dat deze niet ter discussie werd gesteld. Zij vooronderstellen dat er een bovenhistorische rede bestaat. Schleiermacher vraagt kritisch naar de historische vooronderstellingen van tekstbegrip. Het doel van de interpretatie is de betekenis van de tekst in zijn unieke individualiteit te reconstrueren. Iedere tekst wordt bepaald door zijn individuele historische verschijningsvorm. Hij voert kritisch onderzoek uit naar de aard en de grenzen van het verstaan. 
Schleiermacher stelt dat er verschil is tussen verstandelijk 'begrijpen' en 'existentieel' verstaan. Het eerste is wetenschappelijk vast te stellen, het tweede is persoonlijk en geëngageerd. Het eerste is koel en zakelijk, het tweede is warm en doordringend. Deze theorie van Schleiermacher heeft in Nederland geleid tot de zogenaamde 'duplex ordo' binnen de openbare theologische faculteiten. Bij de 'duplex ordo' waren er 'staatsvakken' die 'objectief' en 'zakelijk' gegeven werden door hoogleraren die door de overheid benoemd werden en 'kerkelijke vakken' die onder verantwoordelijkheid van de kerk gegeven moesten worden.

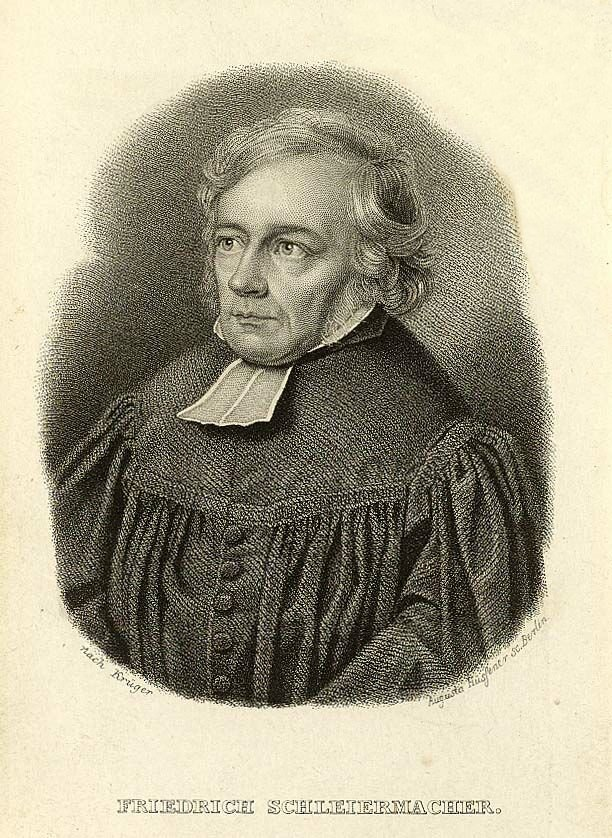
Friedrich Schleiermacher

## Dilthey's hermeneutiek van de geesteswetenschappen
Wilhelm Dilthey (1833-1911) publiceerde een Kritik der historischen Vernunft. Meer dan in Schleiermachers leer der tekstinterpretatie wordt de hermeneutiek bij Dilthey tot een algemene methode van de geesteswetenschappen. Hij verzet zich tegen het positivisme en het methodologisch monopolie van de causale verklaring. Het menselijk gedrag en de maatschappelijke wereld gedragen zich niet zoals de anorganische en organische natuur, zegt Dilthey, en daarom moeten de geesteswetenschappen een principieel andere methode volgen.

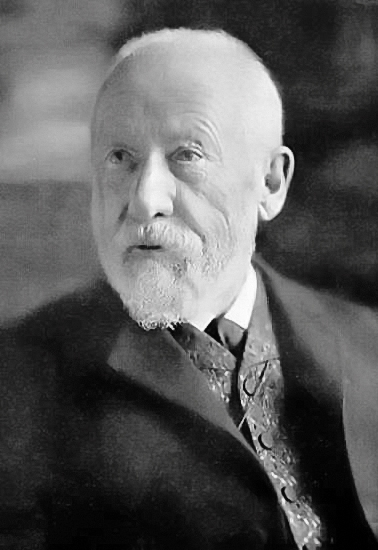
Wilhelm Dilthey

Historische kennis wordt volgens Dilthey gekenmerkt door het innerlijk verstaan van betekenissen: een verschijnsel moet niet verklaard worden, maar in zijn betekenis verstaan worden: een beweging van buiten naar binnen, van de fysieke verschijningsvorm naar zijn geestelijke betekenis. Een beeld van Rodin is geen klomp metaal, maar een geestelijk product, een Gebilde met een eigen structuur.

## Heideggers hermeneutische fenomenologie
Ook Martin Heidegger (1889-1976) leverde een belangrijke bijdrage aan de hermeneutiek, speciaal in zijn magnum opus Sein und Zeit (1927). Heidegger knoopt aan bij Dilthey, maar meer dan enkel de vraag naar een wetenschappelijke methode wil Heidegger de vraag vooropstellen naar de bepaling van het verstaan als wijze waarop de mens is. Heidegger formuleert een ontologische radicalisering van de hermeneutiek: bestaan is verstaan, verstaan is een van de meest fundamentele kenmerken van de menselijke existentie, de existentiefilosofie. De mens wordt gekenmerkt door een besef van zijn bestaan en van het bestaan van de dingen buiten hem. Hij duidt de menselijke zijnswijze aan als een 'er-zijn', Dasein. De fenomenologie streeft naar exacte beschrijving, los van interpretatie, en laat zich wel verbinden met een interpreterende wetenschap als de hermeneutiek.
De wetenschap houdt zich uitsluitend bezig met het onderzoeken van de zijnden en ontneemt de mens daardoor het zicht op de vraag naar het Zijn zelf (zijnsvergetelheid). Heidegger wijst daarom de wetenschap af, en richt zich tot de poëzie (Hölderlin, Stefan George).

## Gadamers bijdrage aan de hermeneutiek
Hans Georg Gadamer sluit aan bij Heidegger. Zijn filosofische hermeneutiek is te beschrijven als een vruchtbare concretisering van Heidegger.
Volgens Gadamer laten de vertegenwoordigers van de methodologische hermeneutiek zich te veel leiden door het kennisideaal van de natuurwetenschappen.
Het hermeneutische probleem betreft het verschijnsel van het verstaan en van de juiste uitleg van wat verstaan wordt. Het hermeneutische probleem is niet alleen een probleem van de geesteswetenschappen, geen puur theoretische leer, het maakt deel uit van de menselijke ervaring, en er bestaan ook theologische en juridische hermeneutiek.
Gadamer zet zich af tegen het methodologische in de hermeneutiek van Schleiermacher en Dilthey, die volgens hem voornamelijk gericht is op een kentheoretische fundering van de geesteswetenschappelijke kennis. Gadamer wil hermeneutiek niet reduceren tot louter geesteswetenschap.
Het vraagstuk van het buitenwetenschappelijke verstaan van teksten laat zich niet reduceren tot een methodologische vraagstuk. Het verstaan is eigen aan het menselijke bestaan als zodanig. Gadamer wil de geesteswetenschappen relateren aan de ervaringen van de filosofie, de kunst en de geschiedenis.
Alleen de filosofische verdieping in het verschijnsel van het verstaan is in staat om buitenwetenschappelijke ervaringen filosofisch te legitimeren.
Ook in de kunst wordt een waarheid ervaren die door de wetenschap niet kan worden vervangen of overtroffen. Net als filosofie helpt kunst ons de grenzen van het wetenschappelijke bewustzijn in te zien: vanuit de rechtvaardiging van de waarheidsaanspraak van de kunst zal Gadamer een begrip van waarheid ontwikkelen dat geldigheid bezit voor alle vormen van hermeneutische ervaring.
De historische overlevering spreekt zelf ook een waarheid uit. Gadamer stelt dat de mens opdracht heeft deel te nemen aan de traditie. De waarheid van de historische overlevering overstijgt hetgeen in de wetenschap kan worden onderzocht.
De filosofische hermeneutiek die Gadamer wil ontwikkelen is geen methodenleer van de geesteswetenschappen, zoals de oude filologische en de theologische hermeneutiek, maar wil laten zien wat de wetenschappen, boven hun methodisch zelfbewustzijn uit, zijn en doen, en vooral: wat hen met het geheel van onze wereldervaring verbindt.
Er bestaat niet zoiets als een natuurlijke orde die losstaat van de historische overlevering. Het blijvende in alle verandering, de historische overlevering en de natuurlijke levensorde vormen samen de eenheid van de wereld waarin we leven.

## De hermeneutische cirkel
Een woord heeft in de hermeneutiek geen vaste betekenis, het is afhankelijk van de context. We zouden om het woord te begrijpen dus alle toepassingen moeten kennen, dit is echter een oneindige opgave.
De hermeneutische cirkel leidt van het algemene naar de specifieke betekenis en weer terug. Volledige objectiviteit van het verstaan kan nooit worden bereikt. Voor Schleiermacher heeft de hermeneutische cirkel een methodologische betekenis. Voor Gadamer en Heidegger heeft de hermeneutische cirkel een ontologische betekenis; het zegt iets over de structuur van de werkelijkheid als zodanig.
Een voorbeeld van een filosofisch werk waarbij voor de interpretatie een hermeneutische cirkel aan de orde kan zijn, betreft Der Einzige und sein Eigentum van Stirner. Daarin staat het begrip egoïsme centraal, dat bij hem echter niet de negatieve connotatie heeft die velen eraan geven. De lezer kan zich al lezende van die connotatie ontdoen en dan bij een herlezing ook het begin van het betoog van de auteur beter begrijpen.

## De hermeneutische spiraal
Bij het uit een hermeneutische context trachten een woord steeds beter te begrijpen, blijkt ook de factor tijd een rol te kunnen spelen. Men kan immers bijvoorbeeld een boek van een auteur herlezen om het beter te kunnen begrijpen, maar er kunnen ook volgende boeken van dezelfde auteur verschijnen of van andere auteurs die er op voortborduren en dan is wat oorspronkelijk nog betrekkelijk kon worden beschouwd als een cirkel strikt genomen geen cirkel meer, doch daarentegen een spiraal.

## Gereformeerde hermeneutiek
Wanneer men de Bijbel leest, gebruikt men (onbewust) hermeneutiek. Binnen het christendom is er bijvoorbeeld bijna niemand die Paulus' oproep om elkaar met een 'heilige kus' (Rom. 16:16; 1 Kor. 16:20; 2 Kor. 13:12; 1 Thess. 5:26) te groeten één op één vertaalt naar de huidige christelijke praktijk. Lezers van de Bijbel gebruiken daarom (onbewust) hermeneutische regels om de Bijbel uit te leggen. Gereformeerde hermeneutiek gaat in op hoe men de Bijbel, Gods Woord, moet verstaan. Binnen gereformeerde hermeneutiek geldt een aantal basisprincipes:
- De Bijbel is Gods Woord en heeft daarom het hoogste gezag. Sola Scriptura: de Bijbel is voldoende, onmisbaar en duidelijk.
- Men leest de Bijbel altijd in gemeenschap met heel Gods kerk van heden en verleden. Men leest de Bijbel dus altijd samen met anderen.
- De Schrift legt zichzelf uit. De Schrift heeft haar geloofwaardigheid van zichzelf.
- In de Bijbel draait het alles om (de komst van) Christus, Hij is het vlees geworden Woord. Solo Christo
- Passages uit de Schrift moeten gelezen worden in hun heilshistorische context. Men kan de Bijbel niet lezen als een verzameling losse teksten.
- De bijbellezer moet recht doen aan de oorspronkelijke betekenis en bedoeling van de tekst. Het is daarom belangrijk om rekening te houden met verschillen in genre en stijl. Denk aan de verschillen tussen wijsheidsliteratuur en de brieven van Paulus.
- Onduidelijke passages uit de Schrift moeten worden uitgelegd aan de hand van duidelijke teksten.
- De Bijbel uitleggen is een zaak van genade. Het is een zaak van ontvangen. Daarom kan de bijbellezer niet zonder de heilige Geest. Het draait dus niet alleen om de juiste techniek om de Bijbel te benaderen.[2]

Met name bij de grote maatschappelijk en ethische vraagstukken, zoals bij euthanasie, homoseksualiteit en vrouwenemancipatie speelt het belang van hermeneutiek een rol. De spanning bereikt zijn climax bij het 'actualiseren' van de bedoeling van de Bijbeltekst. Wat betekent deze (oude) Bijbeltekst vandaag de dag? Juist dan is het van belang om na te denken over hermeneutiek.
De reformatoren waren sterk gekant tegen de methode van de allegorie, omdat deze manier van uitleggen vaak te subjectief en willekeurig was. (Dat wil niet zeggen dat men de methode niet gebruikte.) Door de allegorische uitleg kon een Bijbeltekst iets heel anders gaan betekenen, dan ze voor de eerste hoorders betekende. De reformatoren legden daarom de nadruk op de historische en grammaticale benadering van de tekst.